# Бел Вали (Охајо)
Бел Вали (енгл. Belle Valley) град је у америчкој савезној држави Охајо.

## Демографија
По попису из 2010. године број становника је 223, што је 40 (-15,2%) становника мање него 2000. године.
| Група             | 2000.       | 2010.       |
| Белци             | 254 (96,6%) | 217 (97,3%) |
| Афроамериканци    | 2 (0,8%)    | 0 (0,0%)    |
| Азијати           | 0 (0,0%)    | 0 (0,0%)    |
| Хиспаноамериканци | 2 (0,8%)    | 1 (0,4%)    |
| Укупно            | 263         | 223         |